# Diplura sanguinea
Diplura sanguinea är en spindelart som först beskrevs av F. O. Pickard-Cambridge 1896.  Diplura sanguinea ingår i släktet Diplura och familjen Dipluridae. Inga underarter finns listade i Catalogue of Life.